# Língua gaélica escocesa
A língua gaélica ou apenas  gaélico (Gàidhlig) chegou à Escócia no século V, quando os celtas provenientes do norte da Irlanda se instalaram na costa ocidental, levando uma variedade do idioma gaélico que substituiu a antiga língua picta falada na região até então (daí a semelhança com o gaélico irlandês e da gaélico manês).
Posteriormente, as assimilações linguísticas provenientes dos anglo-saxões e dos vikings relegaram cada vez mais o idioma, até que por volta de 1500, durante o reinado de James IV, criaram-se nas Hébridas as escolas de bardos, que foram um reduto para a cultura e o idioma gaélico, fortemente reprimido durante séculos. Atualmente é falado por cerca de 60 mil pessoas nas regiões setentrionais da Escócia.
Embora menos de 2% da população escocesa - de um total de 5,1 milhões - fale esse idioma, para os que falam há vários jornais e programas de rádio disponíveis. Actualmente o Parlamento da Escócia está discutindo uma lei para que o gaélico seja uma das línguas oficiais da Escócia, juntamente com o inglês.

## Demografia
Em 1891 os falantes de gaélico somavam 254 415 habitantes, número equivalente a 6,3% da população escocesa. Os resultados do censo de 2011 do governo escocês demonstraram que, desde 2001, o declínio no número de falantes de gaélico diminuiu: em 2011, a proporção da população com três anos de idade ou mais que sabia falar, ler, escrever ou entender gaélico era de 1,7% — 87 056 habitantes —, em comparação com 1,9% — 92 000 habitantes —, em 2001.
Já o censo de 2022 demonstrou um aumento no número de falantes de gaélico, que chegou a 69 701 habitantes, devido a esforços realizados para reestabelecer o idioma dentro da vida pública escocesa como, a partir de 1985, fazer com que seu ensino retornasse às escolas do país, depois de uma ausência de mais de um século.
Embora o número de falantes de gaélico tenha aumentado na Escócia, houve declínio na região natal do idioma, tornando o gaélico um idioma minoritário nas Ilhas Ocidentais, com apenas 45% da população local declarando falar a língua em 2022, contra 52%, em 2011.

## Amostra de texto

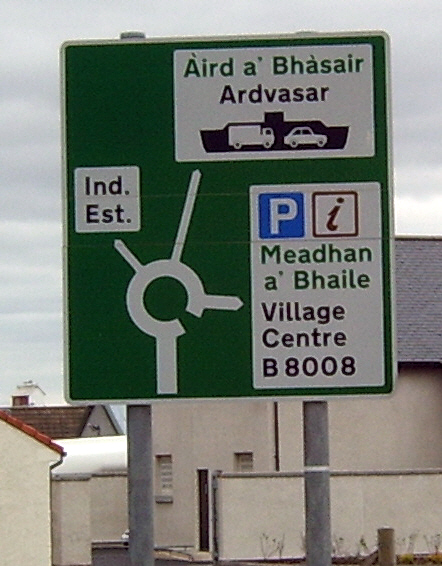
Sinalização rodoviária em gaélico e inglês, em Mallaig.

Evangelho de João, capítulo I, versículos 1 a 8
- 1. An toiseach bha am Focal, agus bha am Focal maille ri Dia, agus b'e am Focal Dia.
- 2. Bha e seo air tùs maille ri Dia.
- 3. Rinneadh na h-uile nithean leis; agus as eugmhais cha d'rinneadh aon ni a rinneadh.
- 4. Ann-san bha beatha, agus b'i a' bheatha solus dhaoine.
- 5. Agus tha'n solus a' soillseachadh anns an dorchadas, agus cha do ghabh an dorchadas e.
- 6. Chuireadh duine o Dhia, d'am b'ainm Eoin.
- 7. Thàinig esan mar fhianuis, chum fianuis a thoirt mu'n t-solus, chum gu 'n creideadh na h-uile dhaoine trìd-san.
- 8. Cha b'esan an solus sin, ach chuireadh e chum gu'n tugadh e fianuis mu'n t-solus.